# 2947 Kippenhahn
2947 Kippenhahn eller 1955 QP1 är en asteroid i huvudbältet som upptäcktes den 22 augusti 1955 av den nederländska astronomen Ingrid van Houten-Groeneveld i Heidelberg. Den är uppkallad efter den tyske astronomen Rudolf Kippenhahn.
Asteroiden har en diameter på ungefär 7 kilometer.